# Erika Flocken
Erika Flocken (* 12. November 1912 in Abterode; † 4. April 1965) war Ärztin bei der Organisation Todt und in dieser Funktion auch im KZ-Außenlagerkomplex Mühldorf tätig.

## Leben
Flocken, promovierte Medizinerin, war von Juni 1944 bis April 1945 als leitende Ärztin der Organisation Todt (OT) im OT-Krankenhaus Schwindegg als Zivilangestellte tätig. In dieser Funktion war sie auch für die Häftlinge des KZ-Außenlagerkomplexes Mühldorf, einer Gruppe von Außenlagern des KZ Dachau, zuständig. Sie soll kranke Häftlinge vernachlässigt und ihnen medizinische Hilfe verweigert haben. Flocken war in Mühldorf am 25. September und 25. Oktober 1944 an Häftlingsselektionen beteiligt. Der erste Invalidentransport umfasste 277 Männer und drei Frauen, der zweite 554 Männer und eine Frau. Die mehrheitlich jüdischen Häftlinge wurden im KZ Auschwitz vergast.
Nach ihrer Verhaftung wurde Flocken am 1. April 1947 im Mühldorf-Prozess im Rahmen der Dachauer Prozesse aufgrund der Anklage von Kriegsverbrechen mit 13 weiteren Beschuldigten vor ein amerikanisches Militärgericht gestellt. Am 13. Mai 1947 wurde Flocken wegen vorgenommener Selektionen zum Tod durch den Strang verurteilt. Sie gehörte zu den ersten Frauen, die durch ein amerikanisches Militärgericht zum Tode verurteilt wurden. Die Todesstrafe wurde später in eine lebenslange Haftstrafe umgewandelt. Am 16. August 1956 wurde die lebenslange Haftstrafe auf 38 Jahre Haft reduziert. Flocken wurde jedoch am 29. April 1957 aus dem Kriegsverbrechergefängnis Landsberg vorzeitig auf Bewährung und schließlich am 13. Juli 1958 endgültig aus der Haft entlassen. Über ihren weiteren Lebensweg bis zu ihrem Tod im April 1965 ist nichts bekannt.

„Die Dr. Flocken war ein sehr schlechter Charakter. Und ich habe von der sehr schlechte Sachen gehört.“